# Houba (Jizerské hory)
Houba je skalní útvar nacházející se v jihovýchodní části Jizerských hor nedaleko státní hranice, asi ¼ km ssv. od lovecké chaty Jelenka a 3½ km ssz. od osady Jizerka.
Skalní útvar není přístupný značenou turistickou stezkou, ale lze jej dosáhnout pomocí cesty, která u Zeleného kamene protíná červenou turistickou značku a před Pytláckými kameny na ní opět navazuje.